# 王敬久
王敬久（1902年—1964年6月20日），江蘇丰县人，黄埔一期，国民革命军中將集团军总司令。

## 生平
王敬久在民國十三年（1924）受到同盟會會員，同時也是其就讀的徐州江北中學校長顧子揚推薦加入中國國民黨，同時舉薦其考入黃埔軍校，王敬久隨後南下廣東入學，為該校第一期生。
民國十四年（1925）黃埔軍校第一期畢業後，王敬久留校擔任區隊長，未參與第一次國民革命軍東征。同年9月第二次東征時，王敬久編入黃埔教導團擔任排長，參與惠州戰役，該役中腿部中彈負傷，傷癒歸隊後升任少校連長。
民國十五年（1926）北伐战争中，王敬久編入國民革命軍第1補充師擔任營長，該師後更名為國民革命軍第21師（师长严重(严立三)），王敬久所屬該師第63团（团长陈诚）第三营中校營长，在民國十六年（1927）2月的桐盧戰鬥中作戰負傷。傷癒後轉任國民革命軍第2師（师长顾祝同）第9团擔任中校副團長。第2師在在徐州戰役中表現普通，而第9團曾一度出現作戰不力撤職團長的情況，代理團長的王敬久後續在徐州戰役期間表現良好，得到顾祝同重視。在龍潭戰鬥中第2師成為擊潰孫傳芳主力部隊的關鍵部隊，王敬久在此部隊中持續累積戰功。
1930年中原大战中，王敬久率領部隊奪取西北軍佔領的隴海鐵路田莊火車站，在該役中再度受傷，但成功的佔領了該車站。戰後王敬久升任國民革命軍第2師第4旅少將旅長。1931年10月升任国民政府警衛軍警衛第一师（顾祝同任军长兼师长）副师长。1932年凇沪抗战爆发后，警卫第一师改编为國民革命軍第87師，升任第87师（张治中任军长兼师长）副师长。凇沪停战后，1932年8月11日升任第87师师长，进驻南京城内三牌楼担任委员长警卫。1933年3月18日兼任首都警备司令部副司令。1933年春长城抗战爆发，率部进攻宣化、下花园等地瓦解了冯玉祥的察哈尔民众抗日同盟军。
福建事变期間，王敬久指揮的87師配合國民革命軍第88師組成討逆第四路軍，自浙江省衢州南下福建省對抗當地部隊。87師首戰包圍古田縣縣城，逼降城防指揮官趙一肩，隨後繼續南下佔領水口鎮，打破中華共和國北方防線，迫使閩變軍放棄福州市南撤，隨後王敬久佔領福州，擔任福州警备司令。
閩變結束後，王敬久率軍進入江西省，参加第五次围剿中央苏区作战，任北路军第二纵队指挥官兼第87师师长兼任驻福建的第十二绥靖区司令官。民國二十四年（1935）4月，授階陸軍少將，屬於黃埔軍校畢業生中第一批次升任將軍的將領之一。1936年春兼任江苏省高中学生集训总队总队长。1936年10月授陆军中将。
抗战爆发后参加八一三淞沪会战，9月21日任国民革命军第七十一军军长兼第87师师长。10月15日辞去师长兼职。12月参加南京保卫战，城破後突圍，87師僅存1800余人，後撤洛阳整补。第72军和第78军的番号都被军委会撤消，第88师和第36师被全部编入第71军。1938年5月1日被撤职，原國民革命軍第七十八軍军长、现任荣誉第1师师长的宋希濂接任军长。5月8日派任第二十七军中将军长。6月16日调顾祝同第三战区任国民革命军第二十五军军长。8月5日升任第三十七军团长兼国民革命军第二十五军军长。1939年2月7日升任国民革命军第三十二集团军副总司令兼国民革命军第二十五军军长，8月16日辞去军长兼职。驻防浙赣线中段，辖国民革命军第四十九军、国民革命军第八十八军。1941年春退守福建。1941年8月25日出任第六战区第十集团军总司令，参加鄂西会战、常德会战。1944年10月带职入陆军大学甲级将官班第一期学习，1945年1月陆大毕业后仍任原职。
抗战胜利后，率第六十六军、第九十二军进驻武汉受降。1945年底任重庆卫戍副总司令。1946年任第三十二集团军总司令，辖整编第28、整编第57师。1946年9月，指挥整编第5师、整编第11师从徐州向巨野、郓城进攻。再指挥整编第72、整75、整85师及整5师由濮阳、濮城向大名、馆陶进攻。1947年初任第二兵团司令官，由东平湖以东、汶河以南、津浦铁路以西的宁阳、兖州地区，衔接第一兵团左翼与第二绥靖区，打通津浦铁路济南至兖州段，而后向莱芜、新泰进攻。下辖：
- 整编第5师，师长邱清泉
  - 整45旅，旅长廖慷
  - 整96旅，旅长黄翔
  - 整200旅，旅长熊笑三
- 整编第72师，师长杨文瑔
  - 整34旅，旅长李则尧
  - 新13旅，旅长杨干
  - 新15旅，旅长江涛
- 整编第75师，师长沈澄年
  - 整6旅，旅长李邦华
  - 整16旅，旅长陈志大
- 整编第85师，师长吴绍周
  - 整23旅，旅长黄子华
  - 整110旅，旅长廖运周

1947年3月31日攻占泰安，与第二绥靖区南下部队会合，恢复了津浦铁路济兖段交通。4月兵力靠拢第一兵团，仅留整72师守备泰安城。4月22日华东野战军第三、第十纵队佯攻泰安，但第二兵团不为所动，华野与4月26日克泰安城，歼整72师（欠1个旅），俘师长杨文瑔。1947年5月，向博山、张店方向进攻，友邻第三兵团之整编第74师在孟良崮被围歼。6月初主动离队赴上海治牙，第二兵团辖整70师、重建的整72师、整84师）。1947年7月，刘邓大军强渡黄河，发动鲁西南战役，第二兵团援鲁西南，序列如下：
- 司令官王敬久，参谋长刘秉哲，副参谋长徐成宣
- 整32师，师长唐永良
  - 整141旅，旅长林作桢
  - 整149旅，旅长周树棠
- 整66师，师长宋瑞珂
  - 整13旅，旅长罗贤达
  - 整185旅，旅长涂焕陶
  - 整199旅，旅长王士翘
- 整70师，师长陈颐鼎
  - 整139旅，旅长唐化南
  - 整140旅，旅长谢清华

整32师、整70师、整66师被歼，师长宋瑞珂、陈颐鼎被俘。战后，整32师师长唐永良撤职羁押候审。1947年8月初，刘邓大军千里跃进大别山，王敬久指挥整3、整58、整85师追击，因作战不力被撤职。1949年1月就任陆军总司令部第一训练处中将处长、第一编练司令部司令官。
1949年7月赴台，任三军大学教授。1964年在台南病逝。
著有《五十述怀》、《抗战八年回忆》等。